# Острів Преображення
О́стрів Преображе́ння (рос. Остров Преображения) — невеликий острів у Хатангській затоці морі Лаптєвих. Територіально відноситься до Якутії, Росія.
Розташований за 15 кілометрів на північ від острова Великого Бегічева. Острів має видовжену форму, витягнутий із півночі на південь. Південний край звужується й переходить в піщану косу. Повертаючи трохи на захід він утворює бухту Неупокоєва. Довжина — 7 км, ширина — 2,5 км.
Висота острова до 77 м. Східний берег скелястий і дуже стрімкий. Вкритий болотами, має 4 невеликих озера. Крайні точки: північна — мис Норд, південна — мис Південна коса.
В минулому острів називався Зустрічний. Тут працювала полярна станція «Преображення».
| Росія | Це незавершена стаття з географії Росії. Ви можете допомогти проєкту, виправивши або дописавши її. |